# Lijst van steden in Gambia

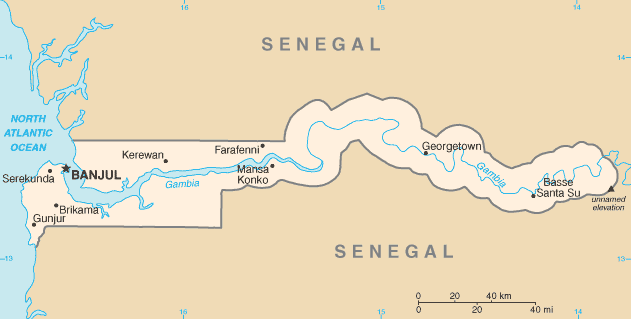
Kaart van het land.

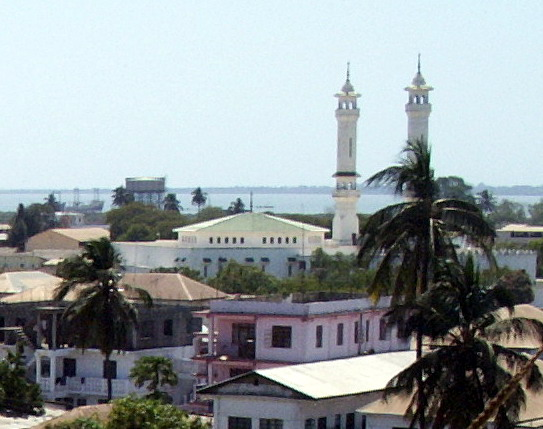
Banjul, de hoofdstad van Gambia.

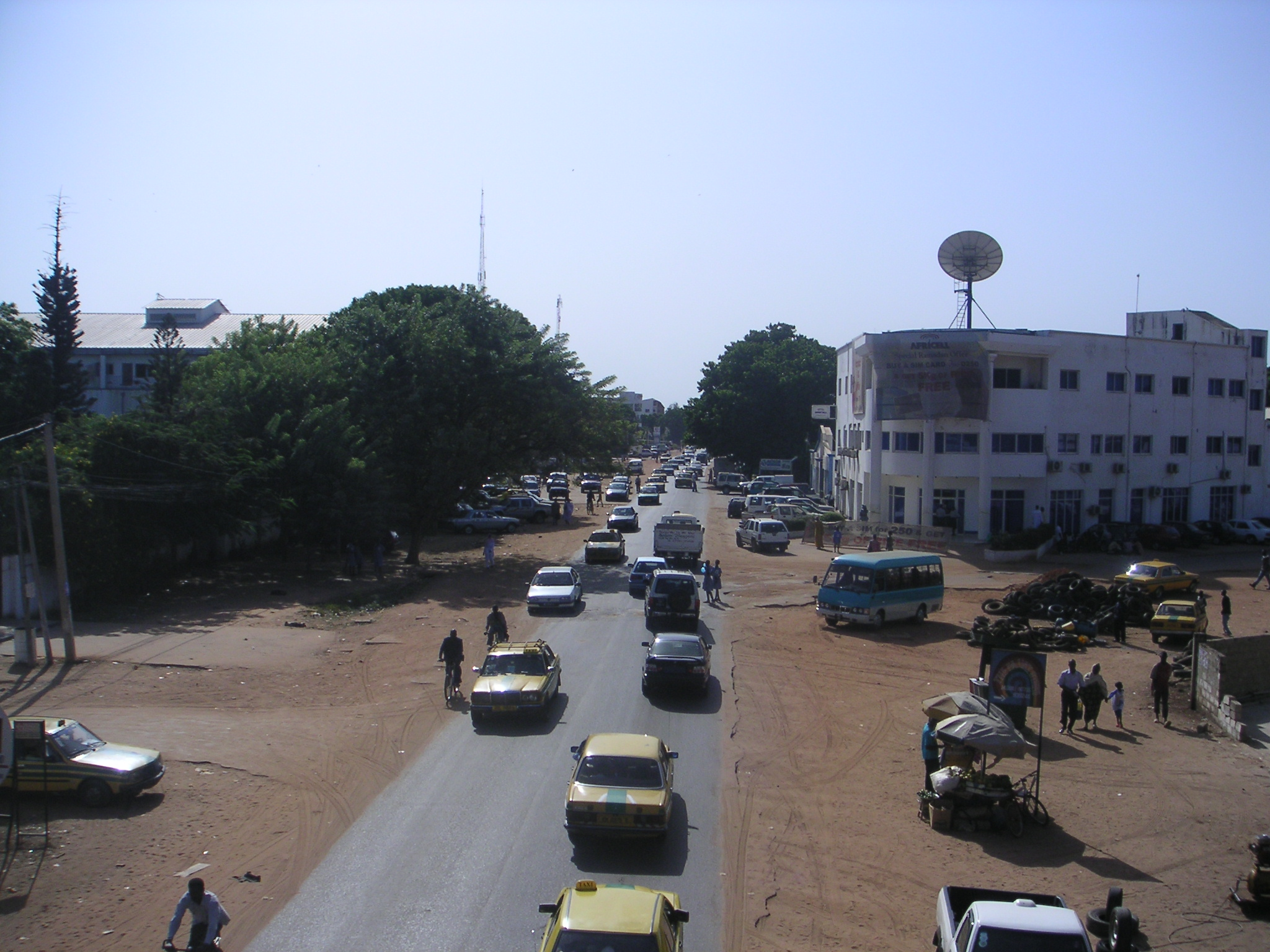
Serekunda, de grootste stad van het land.

Dit is een lijst van (grote) steden in Gambia.
- Bakau
- Banjul
- Bansang
- Basse Santa Su
- Brikama
- Brufut
- Farafenni
- Janjanbureh (Georgetown)
- Jufureh
- Kalagi
- Kanilai
- Kerewan
- Kololi
- Kuntaur
- Lamin (North Bank)
- Lamin (Western)
- Mansa Konko
- Nema Kunku
- Serekunda
- Soma
- Sukuta
- Tanji